# International Lunar Research Station
L'International Lunar Research Station (ILRS) è una base lunare attualmente in fase di sviluppo a cui partecipano Roscosmos e la China National Space Administration . L'ILRS servirà come base per esperimenti scientifici e sarà costruita sulla superficie vicino al polo sud lunare. Sarà in grado di svolgere attività di ricerca scientifica multidisciplinare e multiobiettivo.

## Storia
Il 16 giugno 2021, Roscosmos e la China National Space Administration (CNSA) hanno partecipato ad un incontro a San Pietroburgo nell'ambito della Global Space Exploration Conference (GLEX 2021), dedicata alla presentazione della Roadmap per la creazione dell'International Lunar Research Station. All'incontro hanno partecipato Sergei Saveliev, vicedirettore generale di Roscosmos per la cooperazione internazionale e (da remoto) Wu Yanhua, vice amministratore del CNSA.
I rappresentanti di Roscosmos e CNSA, insieme ad esperti provenienti da Francia, Italia, Paesi Bassi, Germania, Malesia, Thailandia e l'Ufficio delle Nazioni Unite per gli affari spaziali hanno tenuto colloqui su una bozza di dichiarazione a settembre 2021. Le consultazioni si sono svolte a porte chiuse.

## Definizione e composizione

### Obiettivi scientifici
- Topografia lunare, geomorfologia e struttura geologica
- Fisica Lunare e struttura interna
- Chimica Lunare (materiali e geoarcheologia)
- Ambiente spaziale cis-lunare
- Osservazione astronomica basata sulla Luna
- Osservazione della Terra basata sulla Luna
- Esperimenti biologici e medici in ambiente lunare
- Utilizzo in situ delle risorse lunare

### Strutture
- Cislunar Transportation Facility: supporta i trasferimenti di andata e ritorno tra la Terra e la Luna, inclusi la discesa lunare, l'atterraggio, l'ascesa e il ritorno sulla Terra.
- Long-term Support Facility on Lunar Surface: costituita da vari moduli di supporto per le operazioni sulla superficie lunare.
- Lunar Transportation and Operation Facility: consiste in moduli per l'esplorazione lunare e il trasporto di merci.
- Lunar Scientific Facility: per supportare esperimenti in orbita e di superficie
- Ground Support and Application Facility: Data center e operazioni di supporto di superficie

## Sviluppo

### Fase 1: Ricognizione (2021-2025)
Obiettivi:
- Ricognizione lunare con le missioni previste
- Progettazione ILRS e selezione del sito
- Verifica della tecnologia per un atterraggio morbido, sicuro e di alta precisione

| Data            | Paese (Agenzia)     | Veicolo di lancio | Navicella spaziale | Immagine | Stato       |
| --------------- | ------------------- | ----------------- | ------------------ | -------- | ----------- |
| 7 dicembre 2018 | Cina ( CNSA )       | LM-3B             | Chang'e 4          |          | Riuscito    |
| 10 agosto 2023  | Russia ( Roscosmo ) | Sojuz-2           | Luna 25            |          | Fallito     |
| maggio 2024     | Cina ( CNSA )       | LM-5              | Chang'e 6          |          | Riuscito    |
| 2026            | Cina ( CNSA )       | LM-5              | Chang'e 7          |          | Programmato |
| 2027            | Russia ( Roscosmo ) | Sojuz-2           | Luna 26            |          | Programmato |
| agosto 2028     | Russia ( Roscosmo ) | Sojuz-2           | Luna 27            |          | Programmato |

### Fase 2: Costruzione (2026–2035)

#### Dal 2026 al 2030[6]
- Verifica della tecnologia per il centro di comando di ILRS
- Ritorno di un campione si suolo lunare
- Consegna del carico in orbita e atterraggio morbido, sicuro e di alta precisione
- Inizio delle operazioni congiunte

#### Dal 2031 al 2035[6]
Istituzione di strutture in orbita e di superficie per l'ILRS, in preparazione alle missioni con equipaggio.

#### Missioni
| Missione | Obiettivi | Data | Paese (Agenzia)    | Veicolo di lancio | Stato       |
| --- | --- | ---- | ------------------ | ----------------- | ----------- |
| Chang'e 8 | Verificherà l'utilizzo e lo sviluppo delle risorse naturali. Può includere un lander, un rover e un velivolo, così come un esperimento di stampa 3D che si propone di creare una struttura utilizzando le risorse in situ (ISRU). Ci sarà anche un piccolo esperimento di ecosistema sigillato. Testerà la tecnologia necessaria alla costruzione di una base scientifica lunare.                                                          | 2028 | Cina (CNSA)        | LM-5              | Programmato |
| Luna 28 | Prevede un lander lunare stazionario e un rover lunare. Il rover riporterà campioni di suolo sul lander dal quale verranno lanciati in orbita lunare. Il modulo di ascesa che trasporta i campioni di suolo verrà intercettato da un modulo di ritorno in orbita dal quale si distaccherà una capsula diretta verso la Terra con il prezioso carico. Il modulo orbitale proseguirà la sua missione nell'orbita lunare per almeno tre anni. | 2030 | Russia ( Roscosmo) | Angara A5         | Programmato |
| 5 missioni cruciali pianificate per l'istituzione completa dell'ILRS per completare le strutture in orbita e di superficie tra il 2030 e il 2035 | |      |                    |                   |             |
| ILRS-1 | Istituzione del centro di comando, energia e impianti di telecomunicazione, operazioni lunari autonome e a lungo termine ed esplorazione. | 2031 | TBA                | LM-9 o Yenisei    | Programmato |
| ILRS-2 | Istituzione delle strutture di ricerca e di esplorazione lunare circa la fisica lunare, il profilo geologico, esplorazione di lava tube e sample return. | 2032 | TBA                | LM-9 o Yenisei    | Programmato |
| ILRS-3 | Istituzione delle strutture per la verifica dell'utilizzo delle risorse lunari in situ. | 2033 | TBA                | LM-9 o Yenisei    | Programmato |
| ILRS-4 | Verifica delle tecnologie generali per esperimenti biomedici, raccolta dei campioni e sample return. | 2034 | TBA                | LM-9 o Yenisei    | Programmato |
| ILRS-5 | Ottenimento delle capacità per fare astronomia dalla Luna e osservazione della Terra. | 2035 | TBA                | LM-9 o Yenisei    | Programmato |

### Fase 3: Utilizzo (dal 2036)
Obiettivi:
- Ricerca lunare, esplorazione e verifica della tecnologia
- Supporto alle missioni lunari con equipaggio con il completamento dell'ILRS
- Espansione e mantenimento dei moduli secondo necessità